# Chiesa di San Martino Vescovo (Ascoli Piceno)
La chiesa di San Martino, vescovo di Tours, della città di Ascoli Piceno era una chiesa che si trovava in Piazza Roma e che è stata demolita nel 1865.
Fu la decima chiesa della città per importanza ai tempi della Chiesa Ascolana fondata con autorità apostolica da San Marcello papa ed ebbe un preposto ed un chiericato.

## Storia e descrizione
La costruzione risale all'XI o XII secolo, come testimonia il gusto architettonico dell'abside e del fianco destro della chiesa. Durante i secoli che seguirono fu più volte restaurata. Le finestre di stile gotico che si aprono sul fianco sinistro e la delicata manifattura della porta principale confermano interventi conservativi avvenuti intorno al XVI secolo. La torre che affianca la fabbrica, eretta contemporaneamente alla chiesa, subì il rifacimento del pinnacolo.
Al suo interno ospitò, in passato, un altare disegnato da Giulio Cantalamessa e alcune statue di Emidio Paci che disegnò anche un nuovo altare. La costruzione, dopo essere stata sconsacrata, ha ospitato anche la bottega di un fabbro.